# أرك إنفو
أرك إنفو (سابقا ARC/INFO) هو نظام معلومات جغرافية كامل المواصفات المنتج من قبل شركة إسري، وهو أعلى مستوى للترخيص (وبالتالي الوظيفة) في أرك-جيس سطح المكتب خط الإنتاج. كان في الأصل نظام قائم على سطر الأوامر. تتوفر الآن قدرات معالجة سطر الأوامر من خلال واجهة المستخدم الرسومية من أرك-جيس سطح المكتب المنتج.

## التاريخ

### أرك إنفو
أطلقت شركة ESRI النسخة الأولى من أرك إنفو - التي تدعي أنها «الأولى الحديثة في نظم المعلومات الجغرافية»[بحاجة لمصدر] - في عام 1982 على الحواسيب الضعيفة. وهو اسم يشير إلى العمارة باعتبارها نظام المعلومات الجغرافية تتكون من:
1. المدخلات الجغرافية والمعالجة والمخرجات أدوات («قوس»)[بحاجة لمصدر] مع
2. قاعدة بيانات مكملة، ولكن منفصلة («المعلومات»)[2][إخفاق التحقق]

أوائل الإصدارات من أرك إنفو  تضم مجموعة من فورتران البرامج المرتبطة معا والوصول إليها من خلال واجهة سطر الأوامر المضمنة مع لغة البرمجة من الكومبيوترات الصغيرة (CPL على PRIMOS, DCL على VMS، إلخ.). البرنامج تم بناؤه على نموذج من الأدوات التي يمكن استخدامها جنبا إلى جنب ضمن سطر الأوامر واجهة لتنفيذ قاعدة بيانات نظام المعلومات الجغرافية في التنمية، geoprocessing وإخراج وظائف.[بحاجة لمصدر]
قامت ESRI بإضافة أنظمة فرعية لتحليل شبكة المعالجة السطحية ("TIN") («الشبكة»)، ومعالجة بيانات المسح ("Cogo").[بحاجة لمصدر]
تضمن إصدار ARC / INFO 4.0 ظهور "Arc Arc" الذي يعالج الأوامر مع مترجم أوامر جديد تم تطويره في فورتران ويتم تجميعه لكل نظام أساسي، من أجل الأداء والاستقرار. وجمعت لكل منصة الأداء والاستقرار. القوس التنفيذي يسمح بدعم من أمر اللغة الخاصة ARC/INFO: قوس لغة الماكرو (مكافحة غسل الأموال). هذا يسمح للمستخدمين بأتمتة الإدخال إلى سطر الأوامر، ويدعم واجهة المستخدم الرسومية البسيطة (القوائم والنماذج) الخاصة بالتطبيق الأدوات والتطبيقات. عتمدت AML بشكل كبير على CPL، لغة برمجة النظام لمنصة تطوير ARC / INFO الأصلية، PRIMOS. يمكن كتابة تطبيقات AML لتنفيذ غير معدلة على جميع المنصات التي تدعمها ARC / INFO. .[بحاجة لمصدر]
كما الحوسبة تحول نحو يونكس وWindows, ESRI تليها إطلاق ARC/INFO على كل المنابر. تطوير منهاج ARC/INFO انتقلت إلى Sun Solaris في الإصدار 5.0 Windows في الإصدار 7.1.[بحاجة لمصدر]
ESRI أصدرت مجموعة فرعية من ARC/INFO وظيفة جهاز ARC/INFO من أجل MS-DOS في عام 1987[بحاجة لمصدر] في وقت لاحق نسخة ويندوز باستخدام قديمه الجداول (بدلا من المعلومات) جداول البيانات و 'بسيطة لغة الماكرو' (SML).[بحاجة لمصدر]

#### الشبكة
ARC/INFO 6.0 وأضاف رئيسيا الفرعي (الشبكة) النقطية المعالجة. الأساسية النقطية برامج معالجة الإطار (و «ESRI الشبكة» النقطية تنسيق البيانات) في وقت لاحق شريطة رمز قاعدة ArcView 3.x المكانية المحلل ArcGIS Spatial Analyst.[بحاجة لمصدر]

### أرسنفو
ESRI خضعت لتغيير كبير في نظم المعلومات الجغرافية عائلة المنتج عندما صدر ArcGIS 8.0 في أواخر عام 1999. مع هذا الإصدار، ARC/INFO توقفت ورمز قاعدة مجمدة إلى حد كبير. ArcGIS كان مقياس متعدد العمارة مع سطح المكتب المنتج الذي صدر في ثلاثة الترخيص مستويات: ArcView; ArcEditor ؛ ArcInfo.[بحاجة لمصدر]
على ArcInfo رخصة وتوصف من قبل ESRI «محترف نظم المعلومات الجغرافية»، مما يسمح للمستخدمين الأكثر مرونة التحكم في «جميع جوانب البيانات بناء النمذجة والتحليل خريطة عرض».
ArcInfo سطح المكتب تابع سيتم شحنها مع كبار السن سطر الأوامر البرنامج، الآن اسمه «ArcInfo محطة العمل»—مع إمكانية الوصول إلى تغطية تجهيز الأدوات المتوفرة من خلال ArcGIS تغطية الأدوات. معظم ArcInfo محطة وظيفة مفقودة من ArcInfo سطح المكتب في الإصدار 8.0 تم تنفيذها تدريجيا داخل ArcGIS geoprocessing الإطار تم الانتهاء أخيرا مع الإفراج عن ArcGIS 10.0 في عام 2011.[بحاجة لمصدر]

## الإصدار النهائي والإيقاف
ESRI صدر أرك إنفو محطة 10.0 (جنبا إلى جنب مع ArcGIS 10.0) في أواخر عام 2010. هذا الإصدار النهائي بدعم ويندوز (XP، Vista، Win 7, Server 2003 و2008) وسولاريس 10 (SPARC).
في 2012، Esri إهمال استخدام مصطلح أرك إنفو كما الترخيص خيار أرك جيس. الأكثر تقدما ترخيص ArcGIS Desktop يعرف الآن باسم «ArcGIS المتقدمة».